# Panoramaloipe Gibswil
Die Panoramaloipe Gibswil ist eine Langlaufloipe bei Gibswil im Zürcher Oberland in der Schweiz. Aufgrund der Hanglage am Bachtel bietet sie schöne Ausblicke von den Churfirsten bis zur Rigi und über den Zürichsee. Es werden 34 km klassische Loipen und 28 km Skatingloipen präpariert. Die Loipe beginnt in Gibswil 300 m vom Bahnhof entfernt und ist daher gut mit dem öffentlichen Verkehr erschlossen.

## Loipennetz
Die Panoramaloipe im engeren Sinne ist eine 11 km lange, im klassischen Stil präparierte Loipe, die an einigen schönen Aussichtspunkten vorbeiführt.
Die Bachtelloipe (9 km, klassisch) führt rund um den Bachtel.
Die Seelisbergloipe (5 km, klassisch und Skating) führt zu den Seelisbergweihern.
Die flache Rietliloipe (4 km, klassisch und Skating) liegt im Talgrund zwischen Gibswil und Fischenthal.